# Формула-1 — Гран-прі Маямі 2023
Гран-прі Маямі 2023 року (офіційно — Formula 1 Crypto.com Miami Grand Prix 2023)  — автоперегони чемпіонату світу з Формули-1, які відбулися 7 травня 2023 року. Гонка була проведена на Міжнародному автодромі Маямі у Маямі-Гарденс (штат Флорида, США). Це п'ятий етап чемпіонату світу і друге Гран-прі Маямі в історії.
Переможцем гонки став нідерландець Макс Ферстаппен (Ред Булл - RBPT). Друге місце посів Серхіо Перес (Ред Булл - RBPT), а на 3-му місці фінішував Фернандо Алонсо (Астон Мартін - Мерседес).
Чинним переможцем гонки був Макс Ферстаппен, який у сезоні 2022 виступав за команду Ред Булл.

## Передісторія
Захід відбувся у вихідні 5-7 травня 2023 року. Це п'ятий етап Формули-1 2023 року.

### Зміни траси
Перша і друга точки активації DRS були перенесені на 75 метрів далі вперед, розташовуючись на 105 метрів після 9 повороту і 525 метрів після 16 повороту.

## Розклад (UTC+2)
| Дата          | Подія           | Час           |
| ------------- | --------------- | ------------- |
| 5 травня 2023 | Вільний заїзд 1 | 21:30 - 22:30 |
| 6 травня 2023 | Вільний заїзд 2 | 01:00 - 02:00 |
| 6 травня 2023 | Вільний заїзд 3 | 19:30 - 20:30 |
| 6 травня 2023 | Кваліфікація    | 23:00 - 00:00 |
| 7 травня 2023 | Гонка           | 22:30         |
| Джерело:      |                 |               |

## Шини
Під час гран-прі було дозволено використовувати 3 типи шин Pirelli: hard, medium і soft
| Hard | Medium | Soft |
| ---- | ------ | ---- |

## Положення у чемпіонаті перед гонкою
| Місце   | Пілот               | Очки |
| ------- | ------------------- | ---- |
| 1       | Макс Ферстаппен     | 93   |
| 2       | Серхіо Перес        | 87   |
| 3       | Фернандо Алонсо     | 60   |
| 4       | Льюїс Гамільтон     | 48   |
| 5       | Карлос Сайнс (мол.) | 34   |
| Джерело |                     |      |

| Місце   | Конструктор             | Очки |
| ------- | ----------------------- | ---- |
| 1       | Ред Булл - RBPT         | 180  |
| 2       | Астон Мартін - Мерседес | 87   |
| 3       | Мерседес                | 76   |
| 4       | Феррарі                 | 62   |
| 5       | Макларен - Мерседес     | 14   |
| Джерело |                         |      |

## Вільні заїзди
| Сесія | Лідер           | Конструктор     | Ш | Час      | Джерело |
| ----- | --------------- | --------------- | - | -------- | ------- |
| 1     | Джордж Расселл  | Мерседес        | P | 1:30.125 | [ 8 ]   |
| 2     | Макс Ферстаппен | Ред Булл - RBPT | P | 1:27.930 | [ 9 ]   |
| 3     | Макс Ферстаппен | Ред Булл - RBPT | P | 1:27.535 | [ 10 ]  |

## Кваліфікація
Кваліфікація відбулася 6 травня 2023 року о 16:00 за місцевим часом (UTC-4).

#### Коротко про кваліфікацію
Під час першого відрізку повідомлялося про потенційний інцидент між Льюїсом Гамільтоном і Кевіном Магнуссеном, хоча подальших дій від стюардів гонки не було зроблено. До кінця сесії два McLaren з Ландо Норрісом і Оскаром Піастрі, Юкі Цунода, Ленс Стролл і Логан Сарджент не портрапили в Q2. В другому відрізку Серхіо Перес контактував зі стіною на четвертому повороті, його машина була неушкодженою. Александр Албон, Ніко Хюлькенберг, Льюїс Гамільтон, Чжоу Гуаньюй, і Нік де Вріс не потрапили до Q1. Під час третого відрізку болід Ferrari Шарля Леклера розкрутився і врізався в стіну на 7 повороті, після аналогічного інциденту під час другої практики; сеанс був зупинений передчасно, завершивши червоним прапором. Леклерк стартував сьомим; Перес зайняв третю поул-позицію в кар'єрі попереду Фернандо Алонсо і Карлоса Сайнса-молодшого; Кевін Магнуссен з Haas посів четверте місце. Макс Ферстаппен не зміг встановити час і опинився дев'ятим після того, як Леклер врізався в стіну; Вальттері Боттас також не зміг встановити час.

#### Результат
| Місце               | №  | Пілот                   | Конструктор              | Частина 1 | Частина 2 | Частина 3 | Старт |
| ------------------- | -- | ----------------------- | ------------------------ | --------- | --------- | --------- | ----- |
| 1                   | 11 | Серхіо Перес            | Ред Булл - Хонда RBPT    | 1:27.713  | 1:27.328  | 1:26.841  | 1     |
| 2                   | 14 | Фернандо Алонсо         | Астон Мартін - Мерседес  | 1:28.179  | 1:27.097  | 1:27.202  | 2     |
| 3                   | 55 | Карлос Сайнс (молодший) | Феррарі                  | 1:27.686  | 1:27.148  | 1:27.349  | 3     |
| 4                   | 20 | Кевін Магнуссен         | Хаас - Феррарі           | 1:27.809  | 1:27.673  | 1:27.767  | 4     |
| 5                   | 10 | П'єр Гаслі              | Альпін - Рено            | 1:28.061  | 1:27.612  | 1:27.786  | 5     |
| 6                   | 63 | Джордж Расселл          | Мерседес                 | 1:28.086  | 1:27.743  | 1:27.804  | 6     |
| 7                   | 16 | Шарль Леклер            | Феррарі                  | 1:27.713  | 1:26.964  | 1:27.861  | 7     |
| 8                   | 31 | Естебан Окон            | Альпін - Рено            | 1:27.872  | 1:27.444  | 1:27.935  | 8     |
| 9                   | 1  | Макс Ферстаппен         | Ред Булл - Хонда RBPT    | 1:27.363  | 1:26.814  | Без часу  | 9     |
| 10                  | 77 | Вальттері Боттас        | Альфа Ромео - Феррарі    | 1:27.864  | 1:27.564  | Без часу  | 10    |
|                     |    |                         |                          |           |           |           |       |
| 11                  | 23 | Александр Албон         | Вільямс - Мерседес       | 1:28.234  | 1:27.795  |           | 11    |
| 12                  | 27 | Ніко Гюлькенберг        | Хаас - Феррарі           | 1:27.945  | 1:27.903  |           | 12    |
| 13                  | 44 | Льюїс Гамільтон         | Мерседес                 | 1:27.846  | 1:27.975  |           | 13    |
| 14                  | 24 | Чжоу Гуаньюй            | Альфа Ромео - Феррарі    | 1:28.180  | 1:28.091  |           | 14    |
| 15                  | 21 | Нік де Вріс             | Альфа Таурі - Хонда RBPT | 1:28.325  | 1:28.395  |           | 15    |
|                     |    |                         |                          |           |           |           |       |
| 16                  | 4  | Ландо Норріс            | Макларен - Мерседес      | 1:28.394  |           |           | 16    |
| 17                  | 22 | Юкі Цунода              | Альфа Таурі - Хонда RBPT | 1:28.429  |           |           | 17    |
| 18                  | 18 | Ленс Стролл             | Астон Мартін - Мерседес  | 1:28.476  |           |           | 18    |
| 19                  | 81 | Оскар Піастрі           | Макларен - Мерседес      | 1:28.484  |           |           | 19    |
| 20                  | 2  | Логан Сарджент          | Вільямс - Мерседес       | 1:28.577  |           |           | 20    |
| 107% часу: 1:33.478 |    |                         |                          |           |           |           |       |
| Джерело:            |    |                         |                          |           |           |           |       |

## Гонка
Гонка відбулася 7 травня 2023 року о 15:30 за місцевим часом (UTC−4).

#### Коротко про гонку
Серхіо Перес зберіг лідерство в першому повороті; його товариш по команді Макс Ферстаппен, який стартував на дев'ятому місці, втратив позицію, оскільки і він, і Естебан Окон були пройдені Вальттері Боттасом, але пізніше Макс пройшов повз Окона з Боттасом, зберігши 8-е місце. Тим часом болід Ніка де Вріса врізався в задню частину 
боліда Ландо Норріса, а Льюїс Гамільтон Знаходився за Ніко Хюлькенбергом. Норріс і Де Вріс опинилися в задній частині сітки, Норріс сімнадцятий і Де Вріс вісімнадцятий. Логан Сарджент поїхав на піт-лейн на другому колі, щоб поміняти своє переднє крило, змінивши в процесі свої шини на hard type. Норріс, який починав гонку на soft, наслідував його приклад; Оскар Піастрі також зробив це до п'ятого кола. Шарль Леклерк намагався пройти Haas Кевіна Магнуссена, який був сьомим, але той пройшов повз один поворот. Карлос Сайнс-молодший поїхав на піт-лейн, і через це опустився на сьоме місце; йому дали п'ятисекундний штраф за перевищення швидкості в піт-лейн. Його остаточна фінішна позиція не змінилася. Коли Фернандо Алонсо поїхав на піт-лейн незабаром після того, як Сайнс також це  зробив, він опустився на п'яте місці, проте потім пройшов Сайнса і Окона. Ферстаппен обігнав Вальттері Боттаса. Незабаром він опинився за Леклерком і Магнуссеном, після обгону зразу двох болідів, він став шостим. Потім він пройшов Джорджа Рассела, П'єра Гаслі, Сайнса і Алонсо. Ферстаппен повільно пробрався до Переса і він пройшов товариша по команді на завершальних стадіях гонки. Він виграв гонку, а Перес і Алонсо зайняли останні два місця на подіумі відповідно.

#### Результат
| Місце                                                                                    | №  | Пілот                   | Конструктор              | Кола | Час/причина сходу | Старт | Очки |
| ---------------------------------------------------------------------------------------- | -- | ----------------------- | ------------------------ | ---- | ----------------- | ----- | ---- |
| 1                                                                                        | 1  | Макс Ферстаппен         | Ред Булл - Хонда RBPT    | 57   | 1:27:38.241       | 9     | 26   |
| 2                                                                                        | 11 | Серхіо Перес            | Ред Булл - Хонда RBPT    | 57   | +5.384            | 1     | 18   |
| 3                                                                                        | 14 | Фернандо Алонсо         | Астон Мартін - Мерседес  | 57   | +26.305           | 2     | 15   |
| 4                                                                                        | 63 | Джордж Расселл          | Мерседес                 | 57   | +33.229           | 6     | 12   |
| 5                                                                                        | 55 | Карлос Сайнс (молодший) | Феррарі                  | 57   | +42.511           | 3     | 10   |
| 6                                                                                        | 44 | Льюїс Гамільтон         | Мерседес                 | 57   | +51.249           | 13    | 8    |
| 7                                                                                        | 16 | Шарль Леклер            | Феррарі                  | 57   | +52.988           | 7     | 6    |
| 8                                                                                        | 10 | П'єр Гаслі              | Альпін - Рено            | 57   | +55.670           | 5     | 4    |
| 9                                                                                        | 31 | Естебан Окон            | Альпін - Рено            | 57   | +58.123           | 8     | 2    |
| 10                                                                                       | 20 | Кевін Магнуссен         | Хаас - Феррарі           | 57   | +1:02.945         | 4     | 1    |
| 11                                                                                       | 22 | Юкі Цунода              | Альфа Таурі - Хонда RBPT | 57   | +1:04.309         | 17    |      |
| 12                                                                                       | 18 | Ленс Стролл             | Астон Мартін - Мерседес  | 57   | +1:04.754         | 18    |      |
| 13                                                                                       | 77 | Вальттері Боттас        | Альфа Ромео - Феррарі    | 57   | +1:11.637         | 10    |      |
| 14                                                                                       | 23 | Александр Албон         | Вільямс - Мерседес       | 57   | +1:12.861         | 11    |      |
| 15                                                                                       | 27 | Ніко Гюлькенберг        | Хаас - Феррарі           | 57   | +1:14.950         | 12    |      |
| 16                                                                                       | 24 | Чжоу Гуаньюй            | Альфа Ромео - Феррарі    | 57   | +1:18.440         | 14    |      |
| 17                                                                                       | 4  | Ландо Норріс            | Макларен - Мерседес      | 57   | +1:27.717         | 16    |      |
| 18                                                                                       | 21 | Нік де Вріс             | Альфа Таурі - Хонда RBPT | 57   | +1:28.949         | 15    |      |
| 19                                                                                       | 81 | Оскар Піастрі           | Макларен - Мерседес      | 56   | +1 коло           | 19    |      |
| 20                                                                                       | 2  | Логан Сарджент          | Вільямс - Мерседес       | 56   | +1 коло           | 20    |      |
| Найшвидше коло: Макс Ферстаппен (Ред Булл - Хонда RBPT) - 1:29.70, поставлене на 56 колі |    |                         |                          |      |                   |       |      |
| Джерело:                                                                                 |    |                         |                          |      |                   |       |      |

## Положення у чемпіонаті після гонки
| Місце   | Пілот               | Очки |
| ------- | ------------------- | ---- |
| 1       | Макс Ферстаппен     | 119  |
| 2       | Серхіо Перес        | 105  |
| 3       | Фернандо Алонсо     | 75   |
| 4       | Льюїс Гамільтон     | 56   |
| 5       | Карлос Сайнс (мол.) | 44   |
| Джерело |                     |      |

| Місце   | Конструктор             | Очки |
| ------- | ----------------------- | ---- |
| 1       | Ред Булл - RBPT         | 224  |
| 2       | Астон Мартін - Мерседес | 102  |
| 3       | Мерседес                | 96   |
| 4       | Феррарі                 | 78   |
| 5       | Макларен - Мерседес     | 14   |
| Джерело |                         |      |